# Luis Álamos Barros
Luis Álamos Barros (Chillán, 8 de febrero de 1893 - Santiago, 6 de enero de 1960) fue un abogado y político chileno, miembro del Partido Radical (PR). Se desempeñó como de diputado, senador, y ministro de Estado durante los gobiernos de los presidentes Arturo Alessandri, Pedro Aguirre Cerda y Juan Antonio Ríos; y en las vicepresidencias de Manuel Trucco y Alfredo Duhalde.

## Familia y estudios
Nació en Chillán, el 8 de febrero de 1893, hijo de José Manuel Álamos Lantaño y Rosa Barros Santa Cruz. Realizó sus estudios primarios y secundarios en el Liceo de Chillán, y los superiores en la Escuela de Derecho de la Universidad de Chile, jurando como abogado el 14 de diciembre de 1916; con la tesis titulada: De los contratos'".
Además de ejercer su profesión, se dedicó también a la agricultura y explotó el fundo "San Bernardo Sur" en Chillán.
Se casó con Ester Junemann, el 9 de junio de 1918, con quien tuvo cuatro hijos.

## Carrera política
Desde muy joven se hizo masón y mediante esa organización, ingresó al Partido Radical (PR), de cual fue su presidente en varias oportunidades, una de ella, en 1938. en sus inicios políticos, fue intendente de su provincia natal; la provincia de Ñuble, desde el 30 de enero hasta el 24 de septiembre de 1924. En su ciudad natal fue regidor de la Municipalidad.
En las elecciones parlamentarias de 1925, fue elegido como diputado por la Decimoquinta Circunscripción Departamental (correspondiente a los departamentos de San Carlos, Chillán, Bulnes y Yungay), por el período 1926-1930. Durante su gestión fue diputado reemplazante en la Comisión Permanente de Hacienda e integró la Comisión Permanente de Policía Interior. A nivel partidista, fue miembro del comité parlamentario del Partido Radical, entre los años 1926 y 1927.
Tras dejar el congreso, el 20 de agosto de 1931, durante la vicepresidencia de Manuel Trucco, fue nombrado como ministro de Fomento, ejerciendo esa función hasta el 2 de septiembre del mismo año.
En las elecciones parlamentarias de 1932, fue elegido como senador por la Séptima Agrupación Provincial (correspondiente a las provincias de Ñuble y Concepción), por el período 1933-1937. Integró la Comisión Permanente de Hacienda, Comercio y Empréstitos Municipales y la de Presupuestos. Además, fue senador reemplazante en la Comisión Permanente de Gobierno; en la de Constitución, Legislación y Justicia y Reglamento; y en la de Policía Interior. Entre las mociones presentadas, junto a otros parlamentarios y que se convirtieron en ley de la república, destacan la ley n.º 5.483 del 15 de septiembre de 1934, «amnistía para los autores, cómplices o encubridores de delitos contra la seguridad interior del Estado»; la ley n.º 5.867 del 12 de agosto de 1936 y la creación de la Corte de Apelaciones de Chillán.
Entre el 12 de septiembre de 1936 y el 29 de marzo de 1937, volvió a ejercer como ministro de Fomento en la segunda administración del presidente liberal Arturo Alessandri. Luego, en la administración del presidente radical Pedro Aguirre Cerda ocupó el cargo de ministro de Relaciones Exteriores y Comercio; entre el 26 de marzo y el 10 de junio de 1941.
El 22 de mayo de 1945, fue nombrado como ministro del Interior por el presidente Juan Antonio Ríos en reemplazo de los también radicales Hernán Figueroa Anguita y Alfonso Quintana, cuyos ministerios habían sido entorpecidos por el propio partido, el motivo del nombramiento de Álamos en Interior era por su peso en el partido, algo que trajo fuertes desavenencias en la tienda, por ser éste cercano al sector derechista del partido, mientras que el Comité Ejecutivo Nacional (CEN) era del sector izquierdista.[cita requerida] En el transcurso de la cartera de Interior, su misión era cambiar los ánimos y subrogar al presidente en su gira presidencial, pero el CEN empezó a exigir su la dimisión ya que a la falta de Ríos ejercía la vicepresidencia, Ríos presionado y en vísperas de su largo viaje debió reemplazarlo el 24 de septiembre de 1945, asumiendo en su lugar Alfredo Duhalde, radical del mismo sector pero de un perfil más conciliador.[cita requerida]
Entre otras actividades, fue embajador a la transmisión del mando en México en 1940. representante del Banco Central de Chile del cual era consejero en la Corporación de Reconstrucción y Auxilio. Vicepresidente de la Corporación de Ventas del Salitre y Yodo; consejero del Consejo de Comercio Exterior. Propietario y director del diario El Día de Chillán, y colaborador en varios diarios y revistas sobre materias económicas, políticas y jurídicas. Asimismo, fue abogado y fiscal de la Caja de Retiro de las Fuerzas Armadas. También cumplía una importante labor social tanto en su ciudad como en el resto del país, siendo miembro de la Liga de Estudiantes Pobres; socio ilustre del Club Hípico; socio de la Sociedad Protectora de la Infancia; Colonias escolares, y activo colaborador en la Beneficencia de Chillán.
El año 1944, fue delegado chileno en las conferencias de Bretton Woods.[cita requerida]
El 14 de agosto de 1946 el presidente Juan Antonio Ríos renunció al máximo cargo debido a que adolecía de cáncer y posteriormente fallecería, es en ese momento cuando el vicepresidente Alfredo Duhalde le ofrece el Ministerio de Hacienda pero tras la inestabilidad de su vicepresidencia provocada por su fallida candidatura hicieron que el 6 de septiembre del mismo año, abandonara el cargo, tras esto último se alejó del poder ejecutivo.